# كوينتن إزرائيل
كوينتن إزرائيل هو لاعب اتحاد الرغبي سريلانكي، ولد في 1934 في سريلانكا، وتوفي في 2007.